# Diecezja Mamfe
Diecezja Mamfe – diecezja rzymskokatolicka w Kamerunie. Powstała 9 lutego 1999.

## Biskupi diecezjalni
- Bp Francis Teke Lysinge (1999-2014)
- Bp Andrew Nkea (2014-2019)
- Bp Aloysius Fondong Abangalo (od 2022)